# Laudo Liebenberg
Laudo Liebenberg (* 18. Juni 1984 in Kapstadt) ist ein südafrikanischer Schauspieler, Sänger und Musiker.

## Leben
Liebenberg wurde am 18. Juni 1984 in Kapstadt geboren. Er erhielt seinen Bachelor of Arts in Theaterschauspiel an der Universität Stellenbosch. Er spricht fließend Englisch und Afrikaans. Am 1. Oktober 2016 heiratete er Cara Bastian. Er ist Leadsänger, Gitarrist und Texter der 2007 von ihm mitbegründeten Melodic-Rock-Band aKing. 2015 erhielt die Band für das Studioalbum Morning After den South African Music Award für das beste Album.
Seit 2015 ist Liebenberg auch als Schauspieler tätig. Von 2015 bis 2017 verkörperte er die Rolle des Dooley in der Fernsehserie Black Sails. Es folgten in den nächsten Jahren kleinere Besetzungen in verschiedenen Kurz- und Spielfilmproduktionen. Außerdem hatte er 2017 eine Episodenrolle in der Fernsehserie Outlander inne. 2018 war er als Wynand Badenhorst in fünf Episoden der Fernsehserie Arendsvlei zu sehen. Von 2019 bis 2021 stellte er in insgesamt 21 Episoden der Fernsehserie Die Byl die Rolle des Adrian Klopper dar. Wiederkehrende Rollen erhielt er außerdem in den Fernsehserien Ekstra Medium und Wedding Fever. Seit 2021 mimt er die Rolle des Rudy in der Fernsehserie Dam. Seit 2023 verkörpert er die Rolle des Zander Marais in der Fernsehserie Projek Dina. Seit demselben Jahr stellte er die Rolle des Ben Beckman in bisher drei Episoden der ersten Staffel des Netflix Originals One Piece dar.

## Filmografie (Auswahl)
- 2015: Die Versoening Van Daniel Du Randt (Kurzfilm)
- 2015–2017: Black Sails (Fernsehserie, 27 Episoden)
- 2016: Twee Grade van Moord
- 2017: Outlander (Fernsehserie, Episode 3x12)
- 2018: Canary
- 2018: Siklus (Kurzfilm)
- 2018: Ander Mens
- 2018: Arendsvlei (Fernsehserie, 5 Episoden)
- 2019: Warrior (Fernsehserie, Episode 1x02)
- 2019–2021: Die Byl (Fernsehserie, 21 Episoden)
- 2020: Vagrant Queen (Fernsehserie, Episode 1x02)
- 2020: Fynskrif (Fine Print) (Fernsehserie, Episode 3x04)
- 2020: Duiwelspoort (Kurzfilm)
- 2020: Ekstra Medium (Fernsehserie, 3 Episoden)
- 2021: Kantlyn (Fernsehfilm)
- 2021: The Day We Didn't Meet (Fernsehfilm)
- 2021: Motel (Fernsehfilm)
- 2021: Mis (Fernsehfilm)
- 2021: Wedding Fever (Fernsehserie, 4 Episoden)
- 2021: Asseblief & Dankie (Fernsehfilm)
- seit 2021: Dam (Fernsehserie)
- 2022: Sporadies Nomadies (Kurzfilm)
- 2023: Donkerbos (Miniserie, Episode 1x07)
- seit 2023: Projek Dina (Fernsehserie)
- 2023: One Piece (Fernsehserie, 3 Episoden)

## Theater (Auswahl)
- Hamer van die Hekse, Regie: Neil Rademan
- Romeo & Julia, Regie: Marthinus Basson
- Kruispad: Die Legende van die Goue Vis, Regie: Marthinus Basson
- Broers, Regie: Marthinus Basson
- Katvoet, Regie: Nico Scheepers